# 7136 Yokohasuo
7136 Yokohasuo este un asteroid din centura principală, descoperit pe 14 noiembrie 1993, de Hitoshi Shiozawa și Takeshi Urata.